# 広瀬麻知子
広瀬 麻知子（ひろせ まちこ、1987年10月24日 - ）は、静岡朝日テレビの元アナウンサー。夫はプロサッカー選手の河井陽介。

## 来歴
千葉県我孫子市出身。江戸川学園取手高等学校 、2010年3月、学習院大学理学部化学科を卒業後の同年4月、静岡朝日テレビに入社。
小、中、高校時代は剣道に打ち込み二段を取得した他、珠算二級の資格も所有。大学時代は理学部化学科に在籍し4年次は生命科学研究所（芳賀研究室）でGタンパク質を研究した。その一方でラクロス部のマネージャーを担当していた他、『BSフジNEWS』（BSフジ）の14期学生キャスターを務めた。
『ピエール瀧のしょんないTV』では自他共に認める「おバカ」キャラ。また同番組をきっかけにプラモデルづくりが趣味となり、馴染みになった地元のプラモデル店に番組企画内でニッパー等工具の出前を依頼するほどになった。
グルメリポートでの出演機会が多いが、『しょんないTV』では味音痴で含まれていないはずの食材の味覚を感じるため、「味覚センサー故障中」と揶揄されイジられていることもあるためか、食感を中心とした感想を持ち味とする。一方で嗅覚は優れていると自称しており、科学的検証の結果、平均よりは優れていることがわかった。
2011年7月、8月の毎週土曜日に、『日刊スポーツ』紙面の「アナグラ」にコラムを掲載していた。家族は両親、兄2人。
2018年1月11日にJリーグ・清水エスパルス所属（当時。ファジアーノ岡山への移籍を経て、2024年現在はカターレ富山に所属）の河井陽介と結婚したことを同年1月25日に発表した。
2019年4月1日からは石田和外と共に『とびっきり!しずおか』内のローカルニュースゾーンでキャスターを担当する。
『とびっきり!しずおか』2019年12月16日放送分にて第1子妊娠に伴い、年内限りで産前産後休業に入ることを理由に番組降板を発表。更に2020年春に予定する出産後の子育てに専念するために同局を退社することも併せて発表した。
2020年2月27日に第1子（長男）を出産した。同年3月末付で静岡朝日テレビを退社。
2022年8月12日に第2子（長女）を出産した。

## 出演番組

### 学生時代
- BSフジNEWS（BSフジ）※14期学生キャスター - 2008年1月 - 7月

### 静岡朝日テレビ時代
- ピエール瀧のしょんないTV（2010年9月24日・2010年10月17日 - 2019年3月8日）番組進行役
- 朝だ!生です旅サラダ（2011年4月28日、2012年1月7日、5月12日、2013年3月9日、ABC） - 中継リポーター
- 静岡VS福岡 石ちゃんの とびっきり まいう〜旅（2012年6月9日、2013年6月29日、九州朝日放送との共同制作）
- ご当地グルメ探偵団3〜怪人ゴリ面相のフルコース〜（2013年1月2日、メ〜テレ・北陸朝日放送・長野朝日放送・新潟テレビ21との共同制作）
- ウドちゃんの中部縦断 ふれあい一杯弾丸ツアー!（2013年8月31日、新潟テレビ21・長野朝日放送との共同制作）
- ふるさとバンザイ!（2014年4月26日、BS朝日との共同制作）
- 新潟・長野・静岡 ウドちゃんの中部縦断プレミアムツアー（2014年5月10日、新潟テレビ21・長野朝日放送との共同制作）
- 髭男爵&広瀬麻知子 貴族のおうち買いまSHOW!ルネッサンス（2014年5月31日）
- ホリといく夏、サマーホリデー（2014年7月19日、自社制作）
- 戦国サバイバル 家康に学べ!〜人生大逆転の極意〜（2015年2月22日） - アシスタント
- お正月!乃木坂しずおか帰省中!!（2016年1月2日）
- 吉木りさと広瀬アナの何やらやるらしいTV ～静岡プレミア情報発掘SP～（2016年2月27日作）
- サタハピ しずおか - MC（2016年4月2日 - 2019年3月30日）
  - サタハピ ぷらす - MC（2017年10月14日 - 2019年3月30日）
- 筧美和子と広瀬アナの超ほっこりTV（2016年11月19日）
- 追跡!極上マグロ～嵐の北大西洋 38日間完全密着～（2017年2月19日）
- 真夜中のクイズ バズる!TV（2019年3月14日）
- とびっきり!しずおか - ローカルニュース（2019年4月1日 - 12月25日）
- ANNあさひテレビニュース - 県内ニュース
- ドラマスペシャル「事件救命医〜IMATの奇跡〜」（2013年10月6日、テレビ朝日） - ナース 役
- アグレッシブですけど、何か?（2014年4月9日・4月16日、2015年2月18日・2月25日・3月18日、広島ホームテレビ） - ゲスト
- A-Studio (2015年8月7日、TBS) - ピエール瀧がゲスト出演時に取材対象及び写真にて
- 雨上がり決死隊のトーク番組アメトーーク! (2016年3月24日、テレビ朝日) - 「ローカル番組やってます芸人」ゲスト